# 円政寺

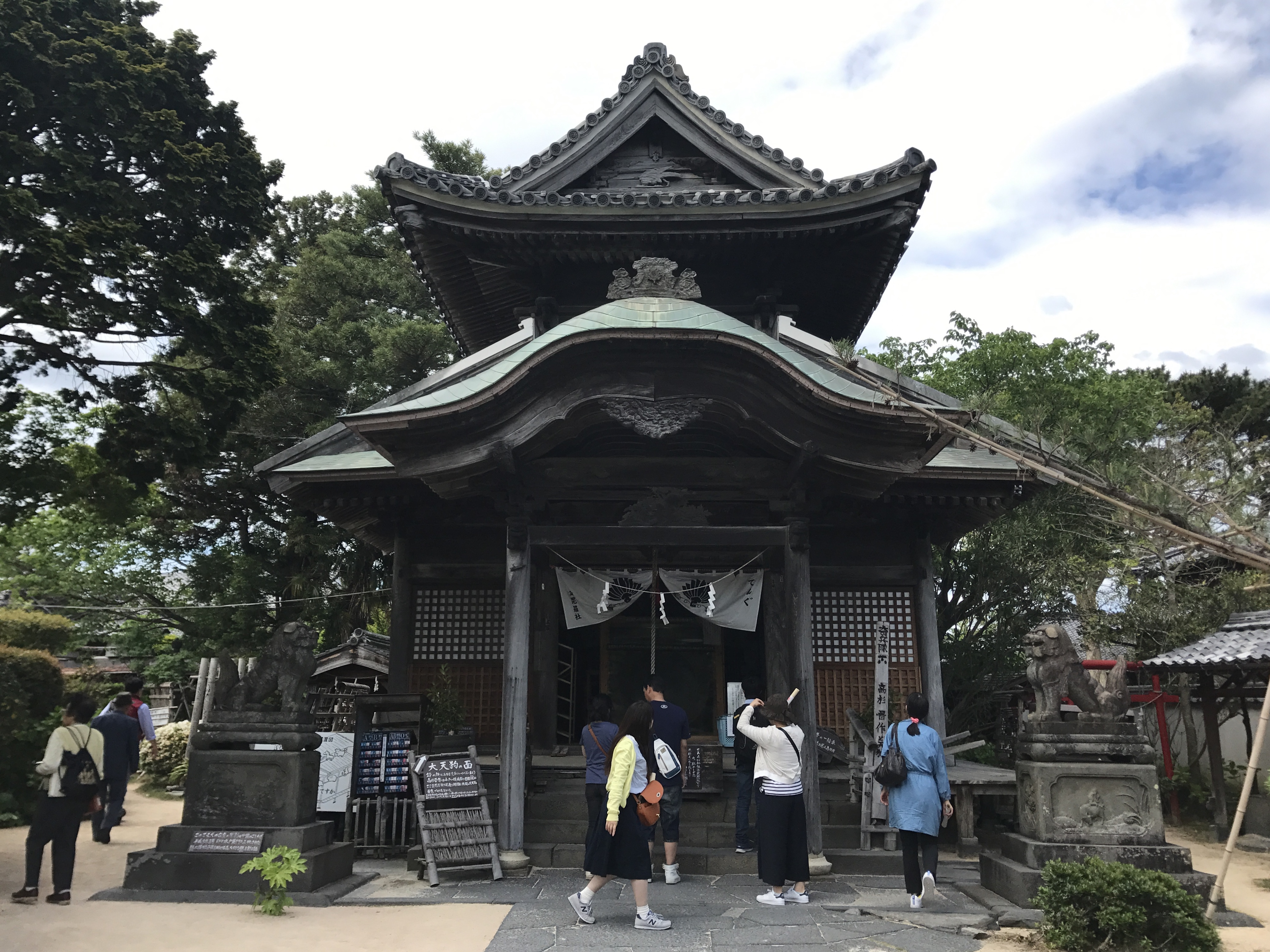
金毘羅社

円政寺（えんせいじ）は、山口県萩市南古萩町（萩城下町）にある真言宗御室派の寺院。建長6年（1254年）に現在の山口市円政寺町に創建され、明治3年（1870年）に現在地に移転した。境内には金毘羅社という神社が同居している。

## 歴史
建長6年（1254年）に山口に創建され、大内氏の祈願所であった。大内氏が滅亡した後、毛利輝元が長州藩を治めていた慶長9年（1604年）ごろに萩城の築城とともに城下の塩屋町（現在の多越神社の地）へ移転され、毛利氏の祈願所となった。さらに明治3年（1870年）の神仏分離令により現在の場所にあった法光院と合併し、現在地に移転した。
法光院は慶長年間に山口から萩へ移った寺院である。嘉永4年（1851年）ごろ、当時11歳となった伊藤博文は約1年半の間この寺に預けられ、親戚の住職の下で雑用をするかたわら読書や習字を教わった。。
境内の金毘羅社は法光院の時代からあったものであり、神仏分離令が出た際に寺の嘆願により廃社を免れたため、現在のような神仏習合の寺院となっている。また、合併の時に満願寺という寺院も境内にあったが、大正元年（1912年）に現在の防府市へ転出した。

## 境内

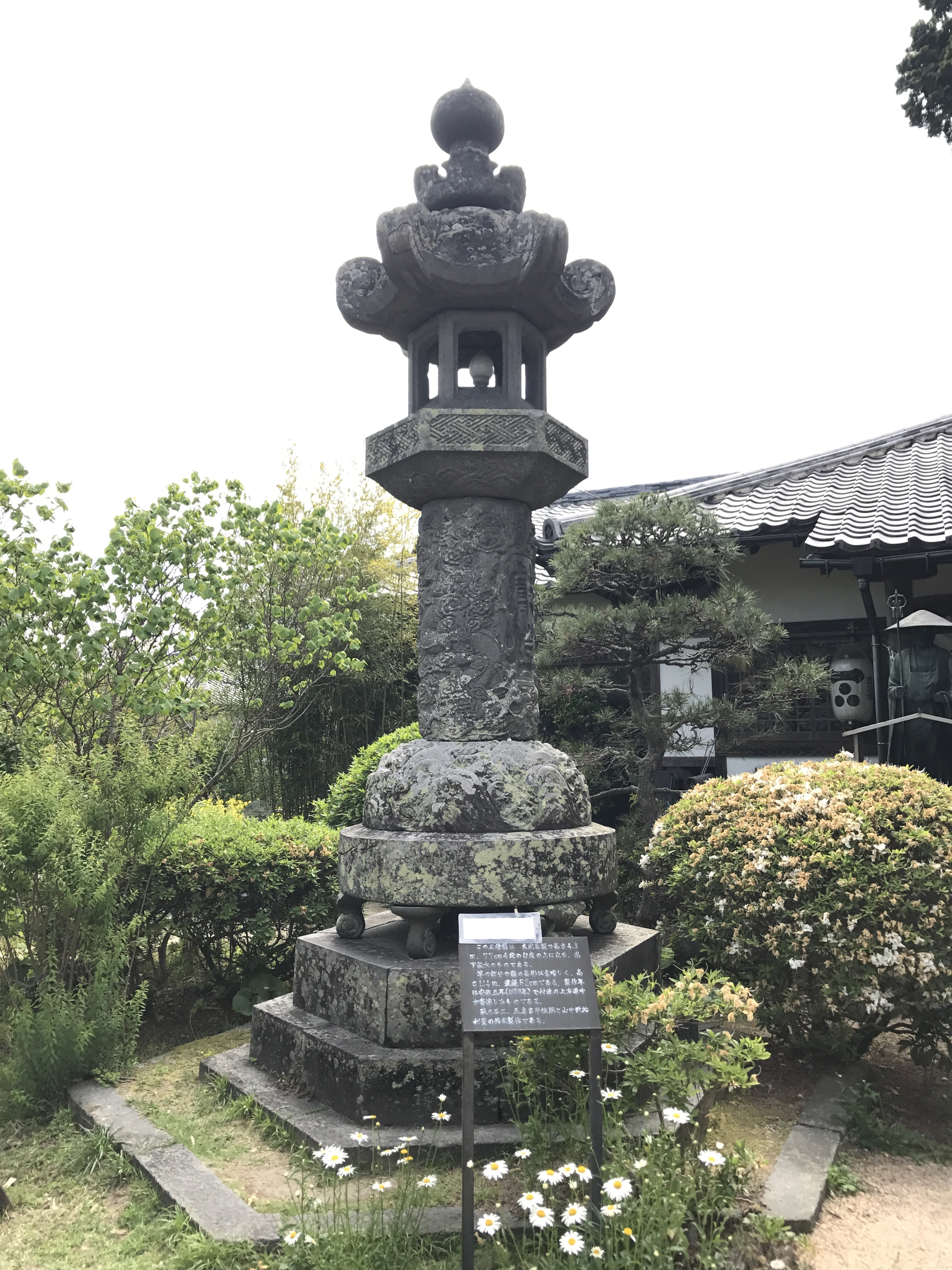
県下最大の石灯籠

円政寺の境内には子供の時代の高杉晋作や伊藤博文らが遊んだと言われる、文政3年（1820年）に寄進された木馬（神馬）がある。
- 金毘羅社

円政寺の山門の前には石の鳥居があり、境内にも十二支の彫刻が施された金毘羅社の社殿がある。拝殿には朱色の大きな「天狗の面」がかけてあり、高杉晋作は子供のごろ、家人に連れてこの天狗の面を見せられ、物おそれしないようにしつけられたという逸話がある。桂小五郎も幼いころ、背負われてこの天狗の面をよく見に来たと言われる。
また、文化12年（1815年）12月11日、母の産後の病気快癒を祈願した兄弟2人は、金毘羅社がご利益が大きいという話を聞き、百度参りを重ねて風雪に阻まれて亡くなったことがある。いわゆる「香川津二孝子の美談」は、吉田松陰も聞いたといわれる有名な話で、藩公の命より現在の萩市椿東に頌徳碑も建てられた。円政寺境内には、二孝子の鎮魂本尊像及び二孝子にまつわる石碑2点、奉納絵馬2点がある。
- 県下最大の石灯籠

安政5年（1858年）に萩の町人たちに寄進された高さ5.07ｍの石灯籠は山口県下で一番大きいと言われる。灯籠に彫刻されている龍は透かし彫りで立体的に彫り込まれた。また、灯籠を支える4つの猫足が動くような仕掛けが施されているため、地震が起きても倒れないと言われる。

## 文化財

### 萩市指定文化財
- 金毘羅社社殿・石鳥居・石灯籠[2]・山門[1]

### 関連文化財
- 金銅鰐口 - もと円政寺天神宮に伝来した金銅製（銅に金メッキ）の鰐口で、建長6年（1254年）の銘がある。重要文化財に指定。奈良国立博物館蔵[4][5]。

## 年中行事
- 節分（星祭り）
- 鎮守金毘羅大権現春祭（4月10日）
- 本尊供並びに平和観音法要（5月24日）
- 鎮守夏祭（7月10日）
- 鎮守秋祭（10月10日）[1]

## その他
- 本寺は『名探偵コナン』第519話 「明治維新ミステリーツアー（解読編）」に登場した[6]。